# بانيولو في بيانو
بانيولو في بيانو (بالإيطالية: Bagnolo in Piano)‏ هي بلدية في مقاطعة ريدجو إميليا في إقليم إميليا رومانيا الإيطالي.

## السكان
في سنة 1861 بلغ عدد السكان 3٬187 نسمة، وتطور العدد ليصل في سنة 2011 لـ 9٬386 نسمة.
يظهر هذا المخطط البياني تطور النمو السكاني لـ بانيولو في بيانو